# Harry Solter
Henry Lewis „Harry” Solter (n. 19 noiembrie 1873, Baltimore, America Britanică⁠(d), Regatul Marii Britanii – d. 2 martie 1920, El Paso, Texas, SUA) a fost un actor, scenarist și regizor american de film mut. A fost căsătorit cu actrița Florence Lawrence. A jucat în principal în film mut de D. W. Griffith.

## Filmografie selectivă
- Romeo and Juliet (1908)
- A Drunkard's Reformation (1909)
- The Rocky Road (1910)
- Duke De Ribbon Counter (1911)
- Betty's Nightmare (1912)
- Blind Man's Bluff (1916)
- The Sage Hen (1921)